# Pannenbier

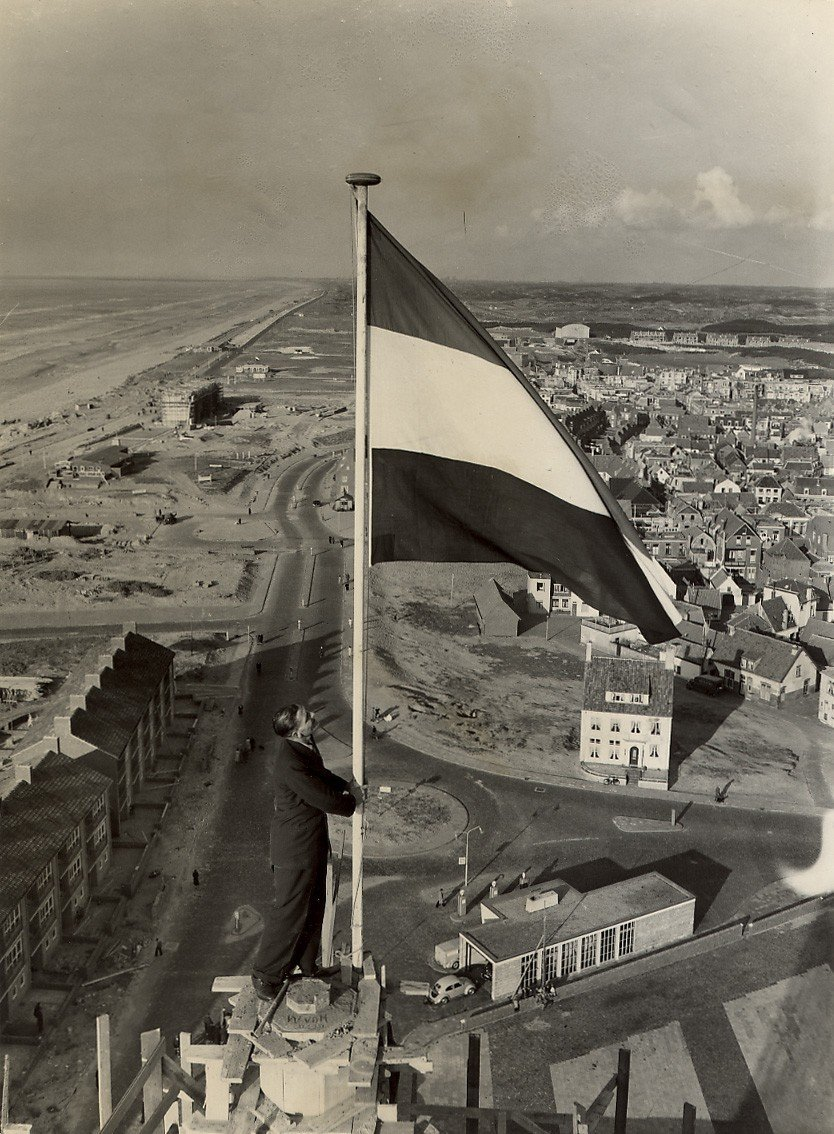
Het hoogste punt van een watertoren in Zandvoort is bereikt in 1951

Pannenbier is een term uit de bouw. Wanneer het hoogste punt van een gebouw is bereikt en de dakpannen gelegd kunnen worden, wordt bier geschonken, dat door de opdrachtgever beschikbaar wordt gesteld. In sommige streken plaatst men wanneer het hoogste punt bereikt is een meiboom op de nok, meestal is het een vlag die blijft wapperen totdat het pannenbier is geschonken en gedronken. Als na lange tijd de vlag er nog hangt (en geen pannenbier is geschonken), kan er een bezem geplaatst worden.